# Gandelu
Gandelu is een gemeente in het Franse departement Aisne (regio Hauts-de-France) en telt 641 inwoners (1999). De plaats maakt deel uit van het arrondissement Château-Thierry.

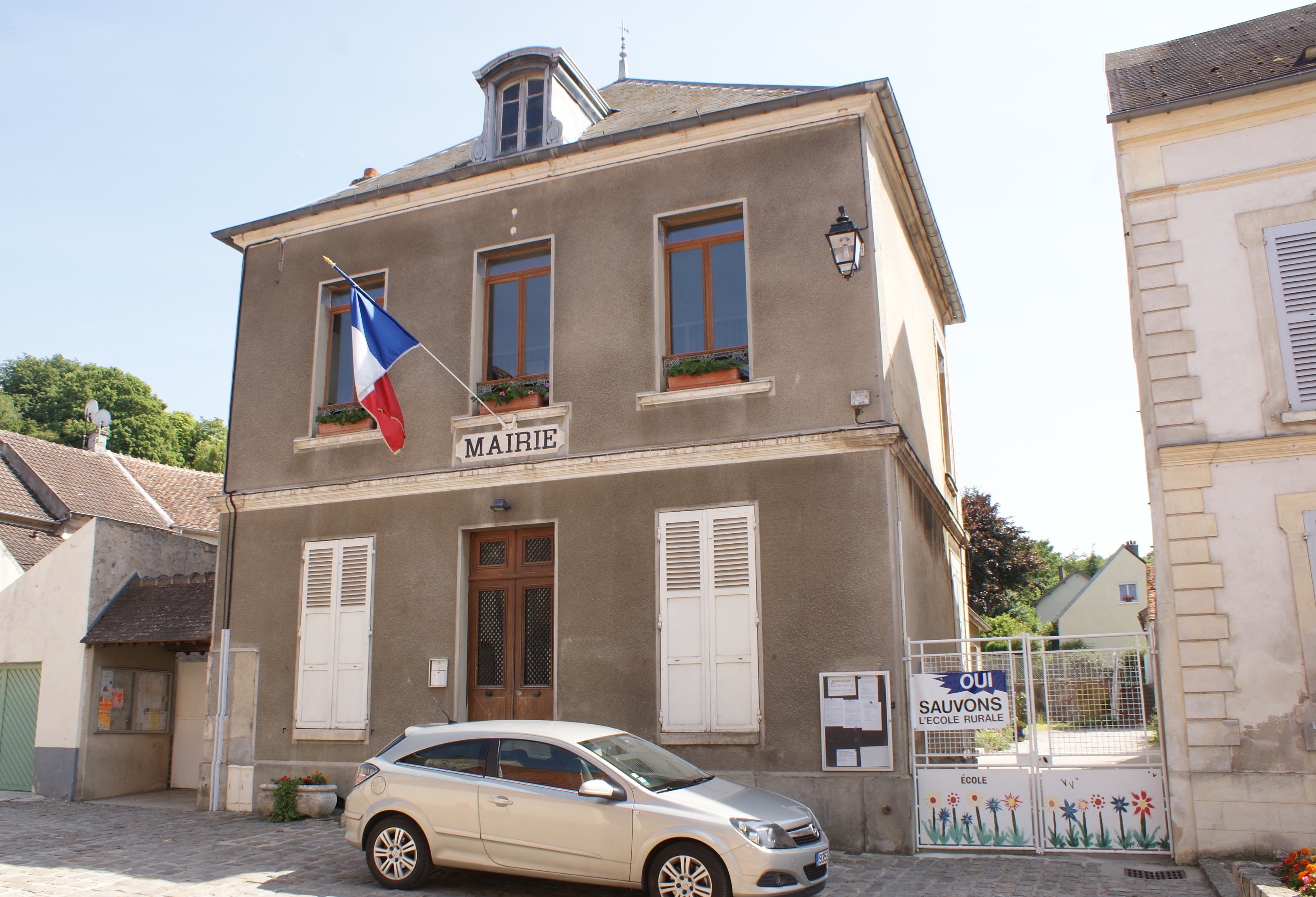
Gemeentehuis
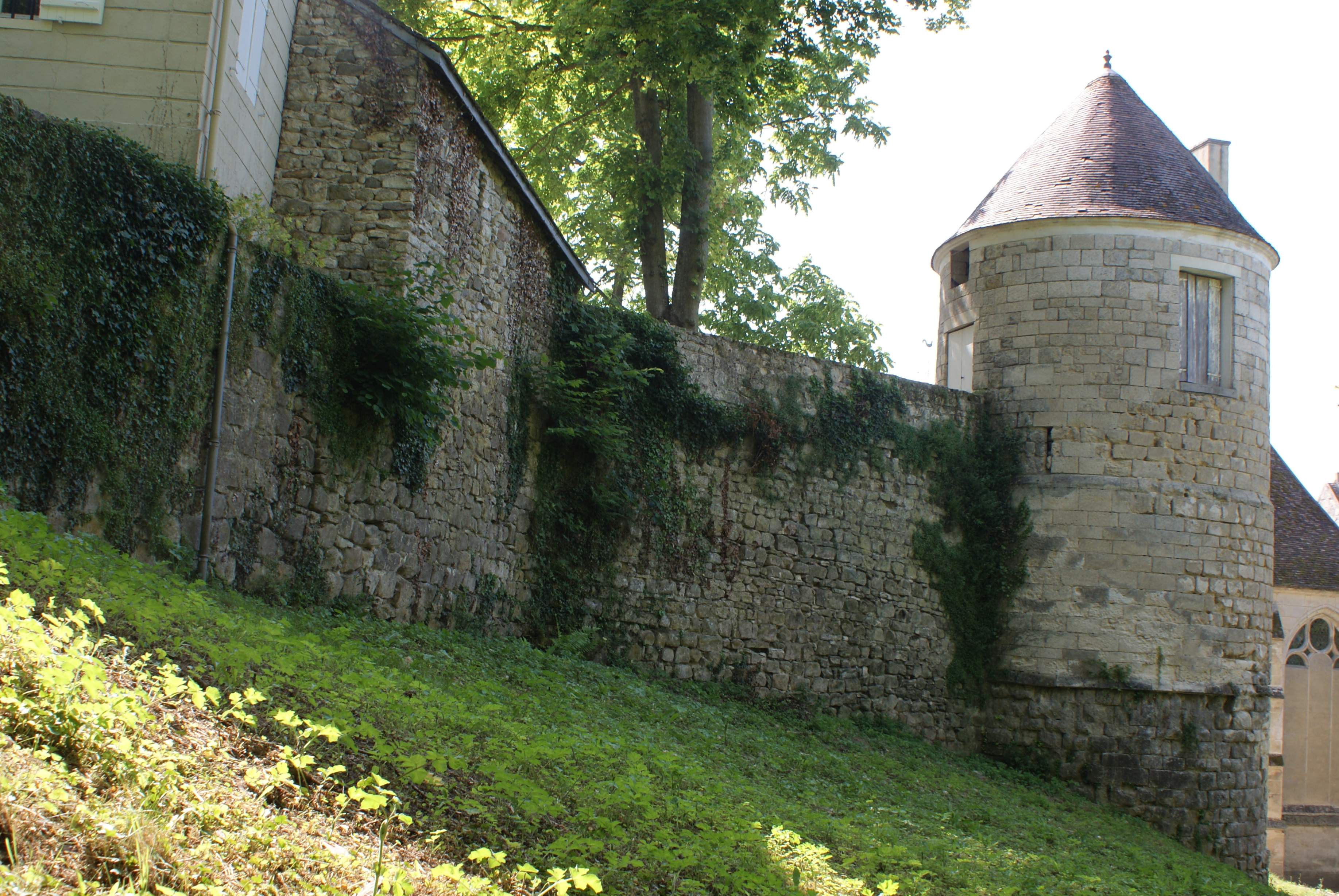
Kasteel van Gandelu
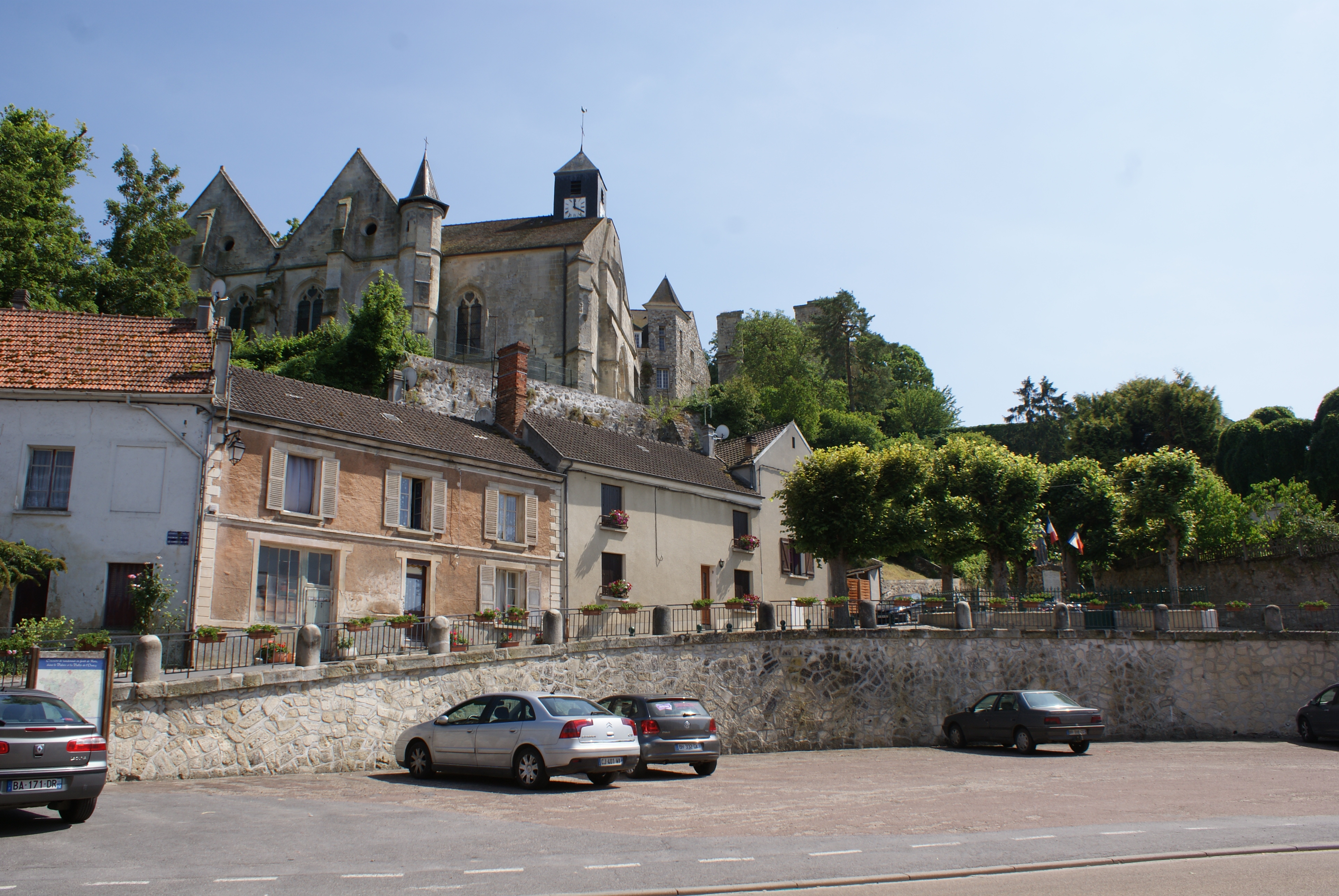
Plein van Gandelu

## Geografie
De oppervlakte van Gandelu bedraagt 9,9 km², de bevolkingsdichtheid is 64,7 inwoners per km².
De onderstaande kaart toont de ligging van Gandelu met de belangrijkste infrastructuur en aangrenzende gemeenten.

## Demografie
Onderstaande figuur toont het verloop van het inwonertal (bron: INSEE-tellingen).
Vanwege een beveiligingsprobleem met de MediaWiki Graph-software is het momenteel niet mogelijk deze grafiek weer te geven. Zodra de software is bijgewerkt zal de grafiek vanzelf weer zichtbaar worden.